# 568
568 (DLXVIII) var ett skottår som började en söndag i den julianska kalendern.

## Händelser

### Okänt datum
- Den frankiske kungen Sigibert I slår tillbaka attacker från barbarer.
- Langobarderna rycker in i Italien under Alboin.

## Födda
- Feng Deyi, kinesisk kansler.
- Liu Wenjing, kinesisk kansler.

## Avlidna
- Galswinthia, gotisk prinsessa och frankisk drottning.